# Kékélé
Kékélé es un grupo musical formado en París, pero cuyos miembros son de origen congoleño. 
"Kékélé" significa "liana" en lingala.
Su género principal es la rumba congolesa o soukous, con una mezcla de ritmos congoleses y cubanos tradicionales.
El grupo se formó en 2001. La banda entera cuenta con once músicos: cuatro cantantes, tres guitarristas, un percusionista, un baterista, un saxofonista y un acordeonista (el acordeón es un instrumento típico de la rumba congolesa, a diferencia de la rumba cubana).

## Cantantes
- Syram Mbenza
- Bumba Massa
- Loko Massengo
- Wuta Mayi

## Discografía
- Rumba Congo (2001)
- Kinavana (2006)
- Congo Life (2006)
- Kékélé Live

## Enlaces
- Comentario sobre Kélélé en la BBC (en inglés)
- Kékélé en la BBC en el contexto del Festival Panafricano de Música
- Artículo en The Boston Globe sobre gira del grupo Kékélé en Estados Unidos (en inglés)
- Africultures sobre Kékélé (en francés)
- Kékélé Kinavana
- Kékélé en tour estadounidense (en inglés)
- Kékélé (en inglés)
- Historia del grupo (en neerlandés)

- Datos: Q1510670